# Roberto Cabot
Roberto Cabot (Rio de Janeiro, 1963) é um artista plástico brasileiro. 
Neto de uma francesa e um uruguaio, Cabot é pintor, escultor e compositor. Desde 1986 utiliza a internet como obra de arte. Em 2008, no museu Martin-Gropius-Bau, em Berlim, criou uma instalação que mostra diversas câmeras webs espalhadas pelos trópicos sendo exibidos em tempo real como se fossem um sistema de monitoramento. Durante anos, Roberto Cabot criou obras de arte que representam este objeto descrito em um conto do escritor argentino Jorge Luis Borges. Este trabalho completou a séria de "Alephs" do artista. O Aleph é todo o tempo e todo o espaço visivelmente concentrados em um único ponto de intercessão. 
Cabot também possui pinturas e esculturas em coleções importantes como, por exemplo, no MASP, no MAM - Gilberto Chateaubriand, na coleção Deutsche Bank, na coleção Hoffmann, de Berlin, na coleção do Centro Atlântico de Arte Moderna, na Espanha, entre outros.
Roberto Cabot foi laureado com a bolsa-prêmio para artistas plásticos da prestigiosa fundação alemã Kunstfonds em 2005.
Realizou workshops e intervenções pedagógicas em diversas universidades e instituições internacionais, como na AKI (Academia de Belas Artes), de Enschede, e na Escola Superior de Arte de Frísia, na Holanda, na Universidade de La Laguna, em Tenerife, Espanha, na Escola Superior de Artes de Hamburgo, entre outros. 
Também vem realizando palestras e publicando textos desde 1990. Atualmente é professor na Escola de Artes Visuais do Parque Lage, no Rio de Janeiro.

## Exposições mais recentes
2008
- Galerie Scala Berlin, "Alephology";
- Martin Gropius Bau, "Os Trópicos, Visão do Centro da Terra".

2007
- Museu de Arte Moderna do Rio de Janeiro, novas Aquisições;
- Orlândia - Ocupação coletiva, Rio de Janeiro.

2006
- Museu de Arte Moderna do Rio de Janeiro, Museu Praia Reflexo;
- Galerie Brigitte Schenk, Köln. Germany;
- CCBB, Futebol, Rio de Janeiro, Brasil;
- SESC Pinheiros, Futebol, São Paulo, Brazil;
- Centro Hélio Oiticica, Arquivo Geral, Rio de Janeiro;
- Galeria Arte21, N Múltiplos, Rio de Janeiro;
- Fundação Telemar, Câmaras de Luz, Rio de Janeiro.

2005
- Galeria Manoel Macedo, Sensacionema, Belo Horizonte, Brazil;
- Galeria Carmen de la Calle, El papel del papel, Madrid.

2004
- Gal. Lurixs, Roberto Cabot, Rio de Janeiro, Brazil;
- Centro Cultural Banco do Brasil, "Carnaval", Rio de Janeiro;
- Arquivo Geral, Jardim Botânico, Rio de Janeiro.

2002
- XXV Bienal de São Paulo, Brasil;
- Kunst und Schock- Das Geheimnis des Anderen, Haus am Lutzowsplatz, Berlin.